# Nitrosyl

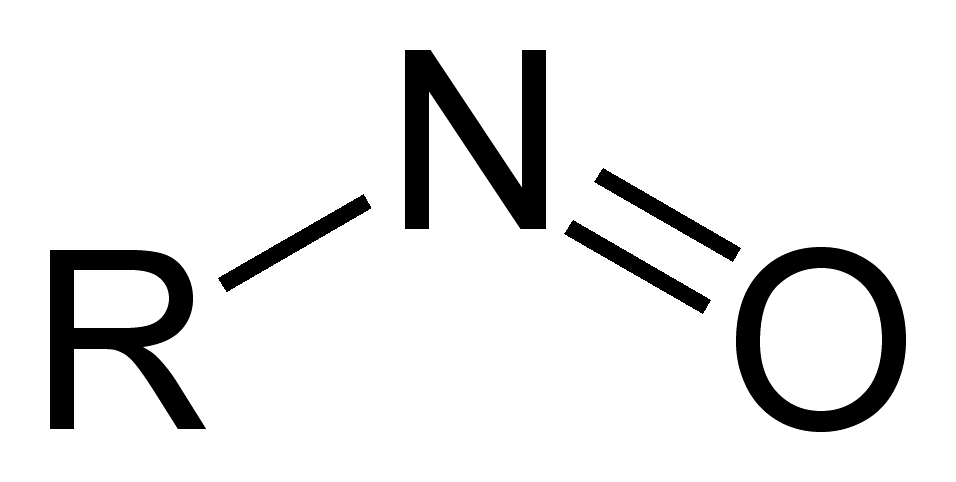
Strukturformeln för en nitrosylgrupp.

Nirosyl är en funktionell grupp som består av en kväveatom och en syreatom med en dubbelbindning mellan sig. Den brukar skrivas –NO. Begreppet nitrosyl används inom oorganisk kemi och metallorganisk kemi, medan gruppen -NO i organisk kemi betecknas nitroso.